# Atelopus nahumae
Atelopus nahumae är en groddjursart som beskrevs av Ruiz-Carranza, Ardila-Robayo och Jorge I. Hernández-Camacho 1994. Atelopus nahumae ingår i släktet Atelopus och familjen paddor. IUCN kategoriserar arten globalt som akut hotad. Inga underarter finns listade.